# ازدواج مجدد

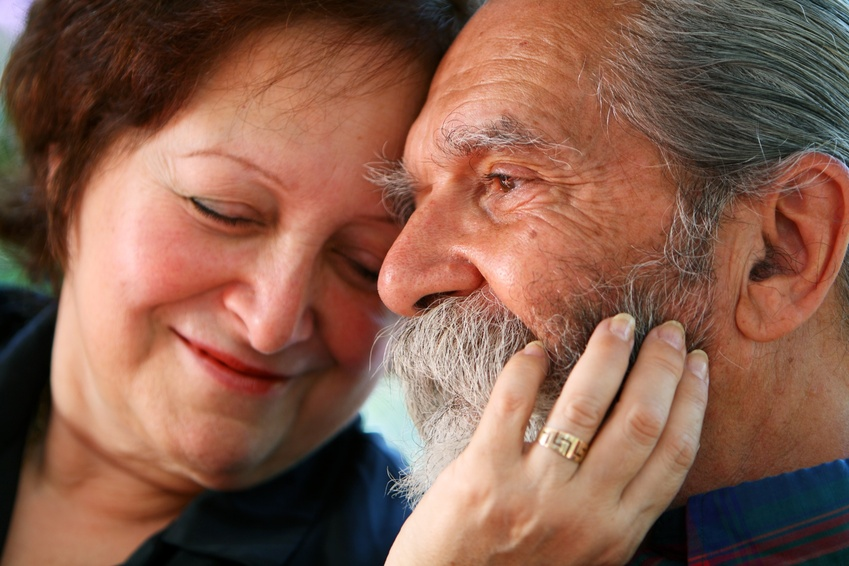
زوج مسن عاشق

ازدواج مجدد یا «ازدواج دوباره»، ازدواج یک شخص پس از ازدواج اول می‌باشد. تحقیقات نشان داده است که ازدواج مجدد برای افراد طلاق گرفته یا بیوه شده از نظر سلامتی روحی و جسمی مفید است.

## ازدواج مجدد پس از طلاق یا جدایی
بیشتر افرادی که طلاق می‌گیرند (بیش از ۸۰ درصد)، دوباره ازدواج می‌کنند.

## ازدواج مجدد پس از بیوه شدن
معمولاً ازدواج مجدد پس از بیوه شدن کم می‌باشد.

## مزایای روحی و جسمی ازدواج مجدد
به‌طور کلی ازدواج مجدد مزایای روحی و جسمی زیادی دارد.